# Äquivalenzpunkt
Der Äquivalenzpunkt bei einer Säure-Base-Titration ist der Punkt, bei dem unter Berücksichtigung der Stöchiometrie eine bestimmte Stoffmenge Säure beziehungsweise Base mit der äquivalenten Stoffmenge Base beziehungsweise Säure vorliegt. Im Äquivalenzpunkt gilt also:
{\displaystyle n(\mathrm {S{\ddot {a}}ure} )\cdot z(\mathrm {S{\ddot {a}}ure} )=n(\mathrm {Base} )\cdot z(\mathrm {Base} )}
mit der Stoffmenge n und der Äquivalenzzahl z. Für einwertige Säuren (z. B. Salzsäure, Essigsäure, Salpetersäure) und Basen (z. B. Natriumhydroxid, Kaliumhydroxid) ist z somit eins. Bei mehrwertigen Säuren (z. B. Schwefelsäure (zweiwertig), Phosphorsäure (dreiwertig)) und Basen (z. B. Bariumhydroxid (zweiwertig)) ergibt sich z jeweils aus dem betrachteten Äquivalenzpunkt.
Für das Beispiel der Titration von Phosphorsäure mit Natriumhydroxid-Lösung ergibt sich:
{\displaystyle \mathrm {H_{3}PO_{4}+NaOH\longrightarrow Na^{+}+H_{2}PO_{4}^{-}+H_{2}O} }
(erster Äquivalenzpunkt, z(Säure) = 1, z(Base) = 1)
{\displaystyle \mathrm {H_{3}PO_{4}+2\ NaOH\longrightarrow 2\ Na^{+}+HPO_{4}^{2-}+2\ H_{2}O} }
(zweiter Äquivalenzpunkt, z(Säure) = 2, z(Base) = 1)
{\displaystyle \mathrm {H_{3}PO_{4}+3\ NaOH\longrightarrow 3\ Na^{+}+PO_{4}^{3-}+3\ H_{2}O} }
(dritter Äquivalenzpunkt, z(Säure) = 3, z(Base) = 1)
Am Äquivalenzpunkt ist die Änderungsrate des pH-Werts maximal, die Titrationskurve beschreibt hier daher einen Wendepunkt. Allerdings liegt auch beim Halbäquivalenzpunkt ein Wendepunkt vor, wo die Änderungsrate des pH-Werts minimal ist.
Darüber hinaus gibt es Äquivalenzpunkte zum Beispiel bei Redox-Titrationen.

## Vergleich mit Neutralpunkt
Die Stoffmenge der Hydroxidionen / Oxoniumionen ist zunächst unbestimmt. Lediglich für die Kombination starke Säure / starke Base  gilt hier gut näherungsweise:
{\displaystyle n\ \mathrm {(OH^{-})} =n\ \mathrm {(H_{3}O^{+})} }
Titriert man starke Säuren und Basen miteinander, so ist der Äquivalenzpunkt in wässriger Lösung gleich dem Neutralpunkt, der pH-Wert ist 7. Titriert man dagegen unterschiedlich starke Säuren und Basen miteinander, so ist die entstehende Lösung beim Äquivalenzpunkt nicht neutral. Wird beispielsweise eine schwache Säure (z. B. Essigsäure, CH3COOH) mit der Äquivalentmenge einer starken Base neutralisiert, so liegt der pH schließlich im Basischen. Dies liegt daran, dass die Acetat-Ionen (CH3COO−), welche die korrespondierende Base der schwachen Säure CH3COOH bilden, nun selbst als Base wirken und somit in der Lage sind, H+-Ionen einzufangen, das heißt mit H2O zu CH3COOH und OH− zu reagieren. Der pH-Wert am Äquivalenzpunkt entspricht hier nicht unbedingt 7.

## Beispiele
- Gibt man je 1 Mol Salzsäure (HCl) und Natriumhydroxid (NaOH) zusammen, so ergibt sich eine neutrale Kochsalzlösung.
- Gibt man je 1 Mol Essigsäure (CH3COOH) und Natriumhydroxid (NaOH) zusammen, so ergibt sich eine alkalische Natriumacetatlösung.

Siehe auch: Halbäquivalenzpunkt